# Incident on 57th Street
Incident on 57th Street è una canzone del cantautore statunitense Bruce Springsteen, pubblicata nel 1973 sul suo album The Wild, the Innocent & the E Street Shuffle.

## Storia
Come altre canzoni del secondo album, Incident on 57th Street fece regolarmente parte della scaletta dei concerti fino alle ultime date della tournée di promozione dell'album Born to Run nel 1975 Sostituita dalle nuove canzoni di Born to Run, fu eseguita di rado tra il 1976 e il 1978. Nella tournée di The River fu suonata una sola volta, il 29 dicembre 1980, ma quell'unica esecuzione fu inclusa come Lato B del 45 giri di Fire nel 1987, singolo promozionale del quintuplo da vivo Live/1975-85. Non fu più presente nei concerti per quasi vent'anni, fino al 1999, quando entrò nella rotazione di pezzi che Springsteen eseguiva saltuariamente tra quelli del suo enorme repertorio, soprattutto nelle occasioni in cui il cantautore e la sua band eseguivano dal vivo tutto l'album The Wild, the Innocent & the E Street Shuffle. Un'altra versione dal vivo fu inclusa nel doppio DVD Live in Barcelona del 2003, registrata l'anno prima durante il tour" di The Rising.

## La canzone
Le tre lunghe canzoni che occupano il secondo lato del disco, Incident on 57th Street, Rosalita (Come Out Tonight) e New York City Serenade costituiscono una sorta concept unico all'interno dell'album, un unico blocco che ha come sfondo l'ambientazione urbana della New York notturna vista dagli occhi del giovane Springsteen, una sorta di "terra promessa" per l'aspirante rock star, una meta a cui dirigersi per allontanarsi dalla provincia del natio New Jersey. Incident on 57th Street, insieme a New York City Seranade, è considerata una sorta di versione springsteeniana di West Side Story. I protagonisti della canzone, Spanish Johnny e Puerto Rican Jane, sono un esplicito riferimento a Romeo e Giulietta, e implicitamente a Bernardo e Maria del musical di Leonard Bernstein, e vivono il loro relazione  in un contesto di tentazioni, malavita e prostituzione. Springsteen descrisse la canzone come una riflessione sul tema della ricerca della redenzione.

## Discografia
- 1973 – Bruce Springsteen, The Wild, the Innocent & the E Street Shuffle, LP, Columbia Records KC 32432
- 1987 – Bruce Springsteen and the E Street Band, Live Collection, EP, CBS/Sony 20AP 3326, Giappone, dal vivo, registrata durante il The River Tour il 29 dicembre 1980 al Nassau Coliseum di Uniondale
- 1987 – Bruce Springsteen and the E Street Band, Fire/Incident on 57th Street, 45gg, Columbia Records 38 06657, dal vivo
- 2003 – Bruce Springsteen & the E Street Band, Live in Barcelona, DVD (doppio), Columbia Music Video Sony Music COL 202213 9, dal vivo, registrata durante il The Rising Tour il 16 ottobre 2002 a Barcellona